# The Girl's Alright With Me
"The Girl's Alright With Me" is een nummer waarvan het origineel opgenomen is door de Amerikaanse soul- en R&B-groep The Temptations. Alhoewel het nummer niet als single uitgebracht werd, werd het wel gebruikt als B-kant van het nummer "I'll Be In Trouble", de tweede top 40 hit voor The Temptations. Net als "I'll Be In Trouble" verscheen "The Girl's Alright With Me" niet op het eerst volgende album sinds de release, "The Temptations Sing Smokey", maar op "The Temptin' Temptations. In het geval "The Girl's Alright With Me" was dit, omdat het nummer niet door Smokey Robinson geschreven was. Wel nam Robinson de productie van het nummer op zich.
Het onderwerp van "The Girl's Alright With Me" is dat de vriendin van de verteller zich op haar gemak bij hem voelt en dat ze samen gelukkig zijn. De verteller van het nummer is in dit geval leadzanger Eddie Kendricks. Naast dat hij lead zingt in het nummer, schreef hij ook mee aan het nummer. Normaal gesproken mochten artiesten bij Motown destijds niet zelf hun nummers schrijven, alleen Smokey Robinson. Omdat Kendricks niet alleen het nummer schreef en het niet als A-kant van een single uitgebracht werd, mocht hij het die keer wel. Samen met Eddie Holland, bekend van Holland-Dozier-Holland, en Norman Whitfield schreef Kendricks "The Girl's Alright With Me". Voor Whitfield was het zijn eerste nummer voor The Temptations die op de hitlijst kwam. Later zouden er nog vele volgens als "I Wish It Would Rain", "Run Away Child, Running Wild" en "Just My Imagination (Running Away With Me)".
Ondanks dat "The Girl's Alright With Me" een B-kant was, bereikte het wel de top 40 op de R&B-lijst en maar net niet de top 100 op de poplijst, waarop het op #102 bleef steken. Het nummer zou later onder andere gecoverd door The Spinners en The Undisputed Truth worden. De A-kant, "I'll Be In Trouble", bereikte met een #33 notering wel de top 100 en zelfs de top 40 op de poplijst.

## Bezetting
- Lead: Eddie Kendricks
- Achtergrond: Melvin Franklin, Paul Williams, David Ruffin en Otis Williams
- Instrumentatie: The Funk Brothers
- Schrijvers: Norman Whitfield, Eddie Holland en Eddie Kendricks
- Productie: Smokey Robinson